# Olaszország Él
Az Olaszország Él (olaszul: Italia Viva) egy olaszországi liberális párt, amelyet 2019-ben alapított meg Matteo Renzi, Olaszország 2014 és 2016 közötti miniszterelnöke. Egyben a Demokrata Párt egykori főtitkára is volt.

## Története

### Háttér
A párt elnök, Matteo Renzi, magát hívő katolikusnak jellemzi, az AGESCI (Olasz Katolikus Cserkészszövetség) vezetője volt és politikailag centristának vallja magát. Politikai karrierjét az Olasz Néppártban kezdte, ahol a kereszténydemokrata vonalhoz tartozott, majd 2004-ben Firenze megye elnökének választották meg. 2007-ben a Margaréta-párthoz csatlakozott, majd 2009-ben a Demokrata Párt színeiben választották meg Firenze polgármestereként. 
Gyakran kritizálta a Demokrata Párt vezetőségét, élükön Pier Luigi Bersanit, emiatt Renzi "rottamattore" (romboló) jelzővel látták el, ami arra utalt, hogy Renzi modernizálni és jelentősen akarta a pártot változtatni. Renzi körét és támogatói, renziani néven emlegetik. 
Már 2012-ből eredeztethetők olyan spekulációk, mely szerint Renzi vezetésével egy új párt születik meg, mivel az ez évi balközép előválasztást Pier Luigi Bersani nyerte meg 60%-kal. Ezen pletykák akkor csitultak el, amikor Renzit választották meg 2013 decemberében a Demokrata Párt főtitkárának. 2014 februárjában Renzi lett a miniszterelnök, miután Enrico Letta megválasztott addigi miniszterelnök lemondani kényszerült. Az ő vezetésével a párt a 2014-es európai parlamenti választáson 40%-ot ért el, viszont a 2016-os alkotmányos népszavazáson súlyos vereséget szenvedett, ami miatt lemondott.
Miután a 2018-as parlamenti választásokon csúfos vereséget szenvedett, mindössze 18.7%-ot ért el a Demokrata Párt, a párton belül többen követelték Renzi távozását a pártvezetésétől, ennek következtében Renzi 2018. március 5-én lemondott a pártvezetésről. 2019 márciusában a demokrata párti vezetőválasztáson Nicola Zingaretti győzött 66%-kal a küldöttek által leadott szavazáson. Zingaretti a párt baloldali szárnyához tartozott, szociáldemokrata szellemiségű. A jelöltségért még elindult Maurizio Martina – a párt alelnöke volt Renzi vezetése alatt – valamint Roberto Giachetti (Renzi-pártiak támogatták), a 2016-os római önkormányzati választáson a balközép koalíció polgármester-jelöltje volt. Zingaretti megválasztásával a párt végleg hátat fordított, a Renzi-féle politikának. 
2019 augusztusában a Giuseppe Conte vezette kormányban feszültség keletkezett, miután Matteo Salvini, a kormánykoalíció tagja megvonta bizalmát a kormánytól, hogy előrehozott választás legyen. Ekkor Renzi felajánlotta javaslatként, hogy az 5 Csillag Mozgalomnak és Demokrata Pártnak kell koalciót kötni. Pár nappal később Zingaretti támogatta a javaslatot az új koalícióról, amiben a miniszterelnök továbbra is Giuseppe Conte lenne. A Második Conte-kormány szeptember 5-én lépett hivatalba, Renzit pedig a belpolitikában királycsínálóként jellemezték. 

### Párt alapítása
2019. szeptember 16-án Renzi a La Repubblica napilapnak adott interjúban beszélt arról, hogy otthagyná a Demokrata Pártot, hogy egy külön parlamenti frakciót alakítson ki. Aznap este, a Rai Uno-n futó Porta a Porta politikai-közéleti műsorban bejelentette, hogy megalakítja az új pártját valamint azt is, hogy továbbra is támogatni fogja Conte kormányát. Renzit 24 képviselő és 12 szenátor követte az új pártba. A kilépők közt a kormány számos minisztere volt: Maria Elena Boschi (miniszterelnöki hivatal államtitkára), Roberto Giachetti, Teresa Bellanova (agrárminiszter), Elena Bonetti (családügyi és esélyegyenlőségi miniszter). 
2020 februárjában a párt hivatalosan is átkerült a Szocialisták és Demokraták Progresszív Szövetségéből a liberális pártokat tömörítő Újítsuk meg Európát csoportba.

## Ideológia
A párt liberális, reformer szellemiségű. 2019-ben közzétett Érték Charta-jukban hitet tettek az Olasz Alkotmányban lefektetett antifasiszta és köztársaságpárti értékeknek. Kiálltak Az emberi jogok egyetemes nyilatkozata valamint az Európai Unió Alapjogi Chartája mellett. Alapelvüknek tartják a globalizációt, nemi egyenlőséget. Ellenzik a protekcionizmus minden formáját. Támogatják hogy az Európai bizottság elnökét közvetlenül válasszák meg az Europai Unióban.